# تربووا
تربووا (به لاتین: Trebova) یک کوه در بوسنی و هرزگوین است که در فوچا، بوسنی و هرزگوین واقع شده‌است. تربووا ۱٬۸۷۲ متر بالاتر از سطح دریا واقع شده‌است.